# Bianca av Savojen
Bianca av Savojen, även Blanche, född 1335, död 1387, var dam av Milano genom sitt äktenskap med Galeazzo II Visconti, herre av Milano, mellan 1350 och 1378. 
Bianca, som beskrivs som god och mild, hade ett gott förhållande till Galeazzo, som ska tagit emot politiska råd från henne. Under kriget mellan Milano och Savojen, mellan hennes make, bror och svåger 1371-73, ska Bianca ha varit inblandad i separatfreden mellan hennes bror Amadeus VI av Savojen och hennes make 1373, där brodern lovade att inte attackera makens domäner, vilka specifikt var Pavia, och maken lovade att inte ge sin bror Bernabo, Milanos härskare, hjälp mot Amadeus. På grund av sin tro att Bianca låg bakom avtalet ska Bernabo Visconti ha försökt lönnmörda henne 